# Oren Peli
Oren Peli (en hebreo, אורן פלאי, 21 de enero de 1970) es un director, productor y guionista de cine israelí-estadounidense, conocido por crear la saga de Paranormal Activity.

## Biografía
Nació en Israel en 1970, dejó el instituto a los 16 años. Con 19 se trasladó a Estados Unidos, donde trabajó como programador de software de animación y videojuegos.
Ha escrito y dirigido la película Paranormal Activity, estrenada en 2007 en el Screamfest Film Festival con un presupuesto de 15 000 dólares, y reestrenada a nivel nacional en Estados Unidos en octubre de 2009, donde alcanzó el número 1 en taquilla el 25 de octubre. A finales de noviembre de 2009, había logrado una recaudación superior a 107 millones de dólares solo en dicho país. Peli es también el director de la película Area 51, estrenada el 15 de mayo de 2015.
En 2010 la revista Vanity Fair publicó la lista de las 40 celebridades de Hollywood con más ingresos a lo largo de dicho año. Peli apareció en el puesto 16 del ranking, al estimarse unos ingresos de 26,5 millones de dólares por sus películas.

## Filmografía
| Año  | Título                                   | Director | Productor | Guionista | Director de fotografía | Editor |
| ---- | ---------------------------------------- | -------- | --------- | --------- | ---------------------- | ------ |
| 2007 | Paranormal Activity                      | Sí       | Sí        | Sí        | Sí                     | Sí     |
| 2010 | Paranormal Activity 2                    | No       | Sí        | No        | No                     | No     |
| 2010 | Insidious                                | No       | Sí        | No        | No                     | No     |
| 2011 | Paranormal Activity 3                    | No       | Sí        | No        | No                     | No     |
| 2012 | The River                                | No       | Sí        | Sí        | No                     | No     |
| 2012 | Paranormal Activity 4                    | No       | Sí        | No        | No                     | No     |
| 2012 | The Lords of Salem                       | No       | Sí        | No        | No                     | No     |
| 2012 | Chernobyl Diaries                        | No       | Sí        | Sí        | No                     | No     |
| 2012 | The Bay                                  | No       | Sí        | No        | No                     | No     |
| 2013 | Insidious: Chapter 2                     | No       | Sí        | No        | No                     | No     |
| 2014 | Paranormal Activity: The Marked Ones     | No       | Sí        | No        | No                     | No     |
| 2015 | Paranormal Activity: The Ghost Dimension | No       | Sí        | No        | No                     | No     |
| 2015 | Area 51                                  | Sí       | Sí        | Sí        | No                     | No     |
| 2015 | Insidious: Chapter 3                     | No       | Sí        | No        | No                     | No     |
| 2018 | Insidious: The Last Key                  | No       | Sí        | No        | No                     | No     |
| 2021 | Paranormal Activity: Next of Kin         | No       | Sí        | No        | No                     | No     |
| 2023 | Insidious: The Red Door                  | No       | Sí        | No        | No                     | No     |